# イコピコ
イコピコ（欧字名:I Ko Piko、2006年4月29日 - 2011年6月26日）は、日本の競走馬
。主な勝ち鞍に2009年の神戸新聞杯。
馬名の意味は、「頂上に（ハワイ語）」。

## 来歴

### 当歳〜デビュー
2006年4月29日、北海道新冠郡新冠町のオーナーブリーダーである錦岡牧場にて生誕。株式会社レックスが運営するオーナーズクラブ（馬主資格所有者を対象とした共有制度）において、総額1600万円で販売された。
栗東トレーニングセンターの西園正都厩舎へ入厩。デビューは2008年11月8日の京都のメイクデビュー京都・サラブレッド2歳新馬戦（芝1800メートル）であった。酒井学騎乗で単勝10番人気だったが、15着に大敗。次に11月24日の未勝利戦に出走を予定していたが、右寛跛行のため枠順確定前に出走を取り消した。

### 3歳
3歳となり、2戦目は2009年3月の小倉の未勝利戦に出走。酒井学がデビュー戦に引き続いて騎乗し、初勝利を挙げた。
この後中山の500万下を3着後、阪神の500万下で2勝目を挙げると、5月のダービートライアルのプリンシパルステークスに出走、南関東公営競馬所属の御神本訓史騎乗でダービーへの優先出走権を狙った。スタートで出遅れ最後方の位置取りからレースを進め、最後の直線で追い込んだが4着に終わり、ダービー出走は叶わなかった。ダービーの前日に中京競馬場で行われた白百合ステークスでは武豊が騎乗し、先行策から直線抜けだし、3勝目を挙げた。
重賞初挑戦となった福島競馬場でのラジオNIKKEI賞は田中勝春が騎乗して4着だった。そして9月27日、阪神競馬場での菊花賞トライアルの神戸新聞杯に四位洋文が騎乗して出走、レースは逃げるリーチザクラウンを直線で捉えて差し切り、折り合いに苦しむアンライバルドやアントニオバローズらを尻目に、阪神芝2400メートルのコースレコード（2分24秒2）を記録して重賞初制覇を果たし、菊花賞への優先出走権を獲得した。そして、本番の菊花賞では後方から追い上げてくるものの4着に敗れた。その後、12月5日の鳴尾記念にクリストフ・ルメールを鞍上に迎え1番人気で出走、好位からレースを進めたが、直線で伸びあぐねて4着に敗れた。続く有馬記念では中団追走も伸び切れず8着に敗れた。

### 4歳
4歳となり、2010年3月21日の阪神大賞典から始動。中団からレースを進めたが、馬体重プラス14キロが響いたのか直線で伸びあぐねて9着に敗れた。3か月の休養をはさんで6月27日の宝塚記念ではいい所なく11着に終わった。夏の休養をはさんで10月16日のアイルランドトロフィーでは後方追走も直線で伸びを欠き7着に敗れた。レース後、右第2中手骨々折が判明し休養に入ることになった。

### 5歳
2011年4月24日のメトロポリタンステークスで復帰、2番人気で出走も7着に敗れた。5月28日の目黒記念では好位追走も失速し14着。6月26日の夏至ステークスに出走し4番人気に推されるが、右第1指関節脱臼を発症し13着入線後騎手が下馬。予後不良と診断され安楽死処分となった。

## 競走成績
| 年月日 | 年月日 | 年月日 | 競馬場 | 競走名          | 格    | 頭 数 | 枠 番 | 馬 番 | オッズ （人気） | オッズ （人気） | 着順 | 騎手       | 斤量 | 距離（馬場）  | タイム （上り3F） | タイム 差 | 勝ち馬/（2着馬）       |
| 2008   | 11.    | 8      | 京都   | 2歳新馬         |       | 18    | 6     | 12    | 40.2            | （10人）        | 15着 | 酒井学     | 55   | 芝1800m（稍） | 1:52.1 (37.6)     | 2.3       | ピサノキコウシ         |
| 2009   | 3.     | 1      | 小倉   | 3歳未勝利       |       | 16    | 4     | 7     | 07.9            | 0（5人）        | 01着 | 酒井学     | 56   | 芝1800m（良） | 1:49.9 (35.6)     | -0.1      | （エーシンモアオバー） |
|        | 3.     | 22     | 中山   | 3歳500万下      |       | 16    | 6     | 12    | 19.2            | 0（8人）        | 03着 | 勝浦正樹   | 56   | 芝1600m（良） | 1:35.9 (34.4)     | 0.4       | アドバンスウェイ       |
|        | 4.     | 5      | 阪神   | 3歳500万下      |       | 16    | 8     | 16    | 04.8            | 0（2人）        | 01着 | 田中勝春   | 56   | 芝1600m（良） | 1:37.4 (33.6)     | 0.0       | （アルーリングムーン） |
|        | 5.     | 9      | 東京   | プリンシパルS   | OP    | 17    | 6     | 12    | 34.7            | （11人）        | 04着 | 御神本訓史 | 56   | 芝2000m（良） | 2:00.2 (34.0)     | 0.3       | ケイアイライジン       |
|        | 5.     | 30     | 中京   | 白百合S         | OP    | 9     | 1     | 1     | 07.4            | 0（4人）        | 01着 | 武豊       | 56   | 芝1800m（良） | 1:48.4 (33.8)     | 0.0       | （ヤマニンウイスカー） |
|        | 7.     | 5      | 福島   | ラジオNIKKEI賞  | GIII  | 16    | 5     | 10    | 06.7            | 0（3人）        | 04着 | 田中勝春   | 57   | 芝1800m（良） | 1:48.5 (36.0)     | 0.2       | ストロングガルーダ     |
|        | 9.     | 27     | 阪神   | 神戸新聞杯      | JpnII | 14    | 3     | 4     | 24.0            | 0（7人）        | 01着 | 四位洋文   | 56   | 芝2400m（良） | R2:24.2 (33.7)    | -0.3      | （リーチザクラウン）   |
|        | 10.    | 25     | 京都   | 菊花賞          | JpnI  | 18    | 7     | 14    | 04.4            | 0（2人）        | 04着 | 四位洋文   | 57   | 芝3000m（良） | 3:03.9 (34.8)     | 0.4       | スリーロールス         |
|        | 12.    | 5      | 阪神   | 鳴尾記念        | GIII  | 14    | 5     | 7     | 02.5            | 0（1人）        | 04着 | C.ルメール | 55   | 芝1800m（良） | 1:46.9 (33.8)     | 0.4       | アクシオン             |
|        | 12.    | 27     | 中山   | 有馬記念        | GI    | 16    | 6     | 11    | 17.2            | 0（9人）        | 08着 | 内田博幸   | 55   | 芝2500m（良） | 2:32.6 (38.2)     | 2.6       | ドリームジャーニー     |
| 2010   | 3.     | 21     | 阪神   | 阪神大賞典      | GII   | 14    | 1     | 1     | 04.5            | 0（2人）        | 09着 | 川田将雅   | 57   | 芝3000m（良） | 3:08.0 (36.7)     | 0.7       | トウカイトリック       |
|        | 6.     | 27     | 阪神   | 宝塚記念        | GI    | 17    | 1     | 1     | 44.6            | （11人）        | 11着 | 岩田康誠   | 58   | 芝2200m（稍） | 2:14.2 (36.7)     | 1.2       | ナカヤマフェスタ       |
|        | 10.    | 16     | 東京   | アイルランドT   | OP    | 14    | 8     | 13    | 07.3            | 0（4人）        | 07着 | 田中勝春   | 56   | 芝2000m（良） | 2:00.3 (34.5)     | 1.1       | トーセンジョーダン     |
| 2011   | 4.     | 24     | 東京   | メトロポリタンS | OP    | 14    | 7     | 11    | 05.4            | 0（2人）        | 07着 | 酒井学     | 57.5 | 芝2400m（良） | 2:28.3 (35.6)     | 0.3       | ケイアイドウソジン     |
|        | 5.     | 28     | 東京   | 目黒記念        | GII   | 17    | 5     | 9     | 23.2            | 0（9人）        | 14着 | 石橋脩     | 57.5 | 芝2500m（稍） | 2:34.2 (37.8)     | 1.7       | キングトップガン       |
|        | 6.     | 26     | 中山   | 夏至S           | OP    | 14    | 6     | 10    | 06.6            | 0（4人）        | 13着 | 村田一誠   | 56   | 芝1800m（良） | 1:50.1 (36.8)     | 3.3       | フィフスペトル         |

- タイム欄のRはレコード勝ちを示す。

## 血統表
| イコピコの血統サンデーサイレンス系／アウトブリード | イコピコの血統サンデーサイレンス系／アウトブリード | イコピコの血統サンデーサイレンス系／アウトブリード | （血統表の出典）         | （血統表の出典） |
| 父 マンハッタンカフェ 1998 青鹿毛                  | 父の父*サンデーサイレンス 1986 青鹿毛              | Halo                                               | Hail to Reason           | Hail to Reason   |
| 父 マンハッタンカフェ 1998 青鹿毛                  | 父の父*サンデーサイレンス 1986 青鹿毛              | Halo                                               | Cosmah                   |                  |
| 父 マンハッタンカフェ 1998 青鹿毛                  | 父の父*サンデーサイレンス 1986 青鹿毛              | Wishing Well                                       | Understanding            | Understanding    |
| 父 マンハッタンカフェ 1998 青鹿毛                  | 父の父*サンデーサイレンス 1986 青鹿毛              | Wishing Well                                       | Mountain Flower          |                  |
| 父 マンハッタンカフェ 1998 青鹿毛                  | 父の母*サトルチェンジ 1988 黒鹿毛                  | Law Society                                        | Alleged                  | Alleged          |
| 父 マンハッタンカフェ 1998 青鹿毛                  | 父の母*サトルチェンジ 1988 黒鹿毛                  | Law Society                                        | Bold Bikini              |                  |
| 父 マンハッタンカフェ 1998 青鹿毛                  | 父の母*サトルチェンジ 1988 黒鹿毛                  | Santa Luciana                                      | Luciano                  | Luciano          |
| 父 マンハッタンカフェ 1998 青鹿毛                  | 父の母*サトルチェンジ 1988 黒鹿毛                  | Santa Luciana                                      | Suleika                  |                  |
| 母 ガンダーラプソディ 2000 鹿毛                    | 母の父*ジェイドロバリー 1987 黒鹿毛                | Mr. Prospector                                     | Raise a Native           | Raise a Native   |
| 母 ガンダーラプソディ 2000 鹿毛                    | 母の父*ジェイドロバリー 1987 黒鹿毛                | Mr. Prospector                                     | Gold Digger              |                  |
| 母 ガンダーラプソディ 2000 鹿毛                    | 母の父*ジェイドロバリー 1987 黒鹿毛                | Number                                             | Nijinsky                 | Nijinsky         |
| 母 ガンダーラプソディ 2000 鹿毛                    | 母の父*ジェイドロバリー 1987 黒鹿毛                | Number                                             | Special                  |                  |
| 母 ガンダーラプソディ 2000 鹿毛                    | 母の母プロミネントカット 1995 鹿毛                 | *トニービン                                        | *カンパラ                | *カンパラ        |
| 母 ガンダーラプソディ 2000 鹿毛                    | 母の母プロミネントカット 1995 鹿毛                 | *トニービン                                        | Severn Bridge            |                  |
| 母 ガンダーラプソディ 2000 鹿毛                    | 母の母プロミネントカット 1995 鹿毛                 | カッティングエッジ                                 | *ファバージ              | *ファバージ      |
| 母 ガンダーラプソディ 2000 鹿毛                    | 母の母プロミネントカット 1995 鹿毛                 | カッティングエッジ                                 | メルドスポート F.No.22-d |                  |

- 曾祖母のカッティングエッジはテレビ東京賞3歳牝馬ステークスとクイーンカップの勝ち馬。曾祖母の直系には海外重賞勝ちのシャドウゲイトがいる。また、曾祖母の半弟に高松宮記念2着のディヴァインライト。
- 近親に皐月賞馬のダイナコスモス、七夕賞勝ちのダイワレイダース、福島記念2着のサイレントセイバーがいる。
- そのほかの近親はナイトライト#主要なファミリーラインを参照。